# 5-(4-dimetilamminobenziliden)-rodanina
La 5-(4-dimetilamminobenziliden)-rodanina è un derivato della rodanina.
A temperatura ambiente si presenta come un solido rosso dall'odore caratteristico.

## Usi
È utilizzato nelle titolazioni del palladio, del mercurio e dell'argento, per la determininazione dell'oro e per la determinazione fotometrica di radiogrammi.
In laboratorio di istologia viene usato per la visualizzazione del Cu++ (rame) nei tessuti.